# Joseph Neville
Joseph Neville (2 décembre 1733 - 4 mars 1819), est un homme politique américain.

## Biographie
Il est membre de la Chambre des Bourgeois de Virginie de 1773 à 1776, membre de la Chambre des délégués de Virginie, puis de la Chambre des représentants des États-Unis de 1793 à 1795.

## Sources
- (en) Cet article est partiellement ou en totalité issu de l’article de Wikipédia en anglais intitulé « Joseph Neville » (voir la liste des auteurs).

- Ressource relative à la vie publique :   - Biographical Directory of the United States Congress